# 19-та повітряна армія (США)
19-та повітряна армія (США) (англ. Nineteenth Air Force) — повітряна армія у складі Командування освіти та тренувань Повітряних сил США, що існує з перервами з 1955 року. З моменту створення 19-та повітряна армія підпорядковувалася Тактичному повітряне командування Повітряних сил США, основною місією армії було запровадження управління, командування та контролю над усіма компонентами Повітряних сил, що діяли за межами континентальних Сполучених Штатів, в інших країнах. З 1993 року повітряну армію передали до складу Командування освіти та тренувань ПС, основним призначенням повітряного об'єднання стала всебічна підготовка особового складу військової авіації. 9 липня 2012 року 19-ту армію скоротили у зв'язку проведення заходів щодо скорочення фінансових видатків на утримання збройних сил США. Втім, вже 1 жовтня 2014 року повітряну армію активували знову.
За станом на 2020 рік основним призначенням 19-ї повітряної армії є щорічна підготовка понад 30 000 персоналу повітряних сил США та їх союзників за численними спеціальностями, починаючи з екіпажів літаків, вертольотів, безпілотних літальних апаратів, тренування у веденні повітряних битв, фахівців авіаційних озброєнь, програм підготовки Повітряної академії ПС, а також забезпечення та проведення інтенсивного курсу підготовки інструкторів з виживання, втечі, опору та ухилення у складних умовах SERE (англ. Survival, Evasion, Resistance and Escape). Командування армією здійснює безпосереднє оперативне керівництво всіма офіційними навчальними місіями екіпажів літальних апаратів у рамках програм Командування освіти та тренувань.